# Fritz Heeb
Fritz Heeb (* 8. Dezember 1911 in Bern; † 26. Februar 1994 in Zürich) war ein Schweizer Jurist und Politiker.
Fritz Heeb kam als Sohn der Anna Dorothea, geborene Scheler, und des Schriftsetzers und Politikers Friedrich Heeb zur Welt. Bereits als Siebzehnjähriger trat er in die Sozialdemokratische Partei der Schweiz (SP) ein. Nach seinem Studium der Jurisprudenz wurde er 1939 an der Universität Zürich promoviert; Thema: «Der Begriff der Fabrik im schweizerischen Fabrikarbeiterschutz». Danach arbeitete er am Gericht und als Bezirksanwalt (1942–1944) und als Rechtsanwalt (Praxis mit Ernst Rosenbusch).  Von 1944 bis 1956 – also bis zu seinem Ausschluss 1956 im Kontext von Protestaktionen von Kommunisten gegen Kommunisten in Westeuropa, ausgelöst durch den Ungarischen Volksaufstand – gehörte er der Partei der Arbeit (PdA) an und vertrat sie im Zürcher Gemeinderat (Legislative). Von 1967 bis 1975 gehörte er als Mitglied der SP dem Zürcher Kantonsrat an, 1973 erfolgte seine Wahl zum Kassationsrichter des Kantons Zürich.
In den 1970er Jahren vertrat Fritz Heeb als Rechtsanwalt die Interessen des russischen Schriftstellers Alexander Solschenizyn.
Sein Sohn Herbert Heeb wirkt ebenfalls als Rechtsanwalt in Zürich; ebenso mittlerweile dessen Sohn Thomas Heeb. Thomas Heeb ist Vorstandsmitglied im
Verein Demokratische Juristinnen und Juristen der Schweiz.
Der Fritz-Heeb-Weg in Zürich-Oerlikon ist nach ihm benannt.
Sein Nachlass befindet sich im Schweizerischen Sozialarchiv in Zürich.